# Massimo Giacoppo
Massimo Giacoppo (Messina, 1983. május 10. –) olimpiai- (2012), Európa-bajnoki ezüst- (2010), és bronzérmes (2014) olasz válogatott vízilabdázó, a Pro Recco játékosa.